# Silter

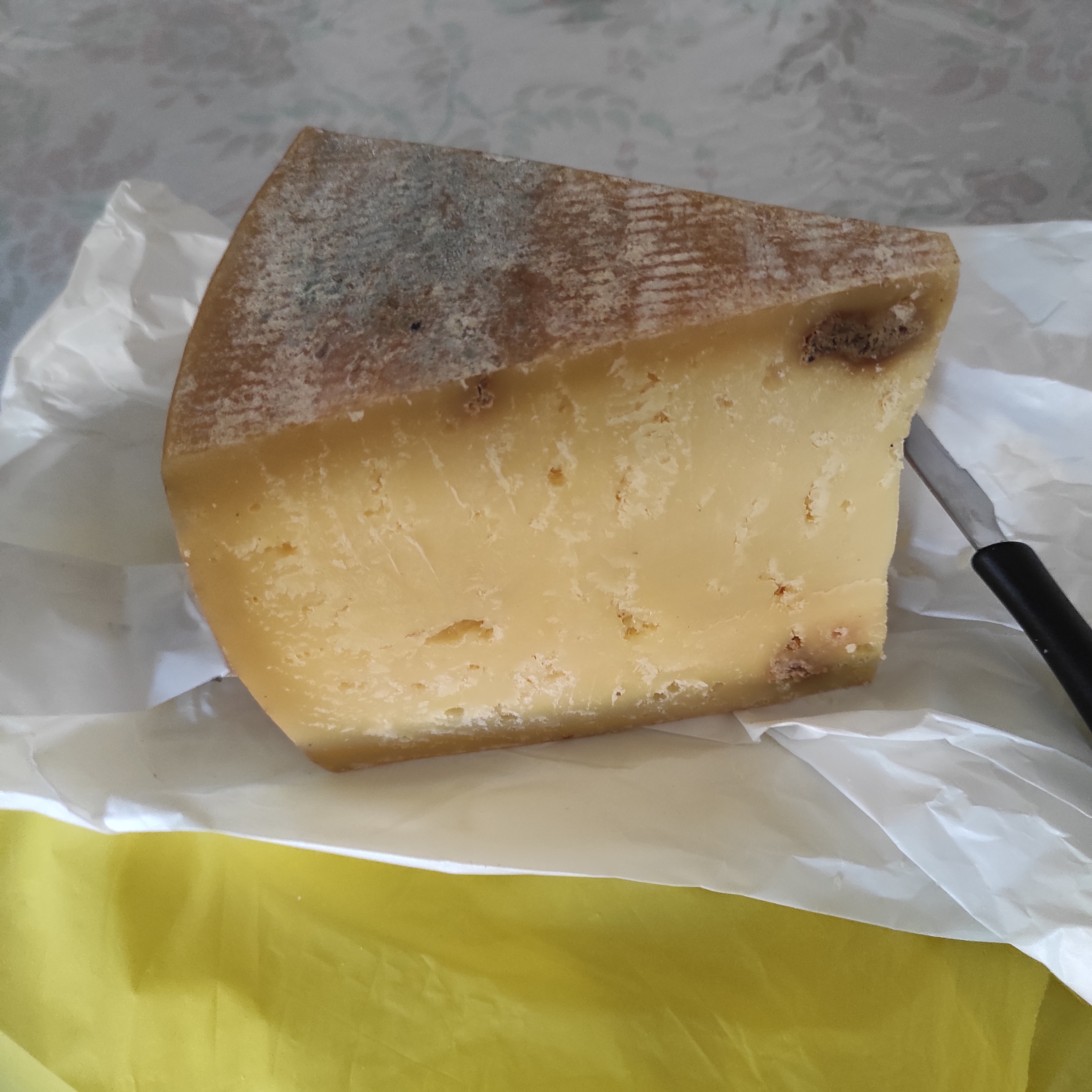
Silter

Silter ist ein italienischer Rohmilchkäse mit geschützter Ursprungsbezeichnung aus der Region Lombardei. Der Name leitet sich von der Bezeichnung für die typischen Reifungsräume ab.

## Herkunft
Das Herkunftsgebiet umfasst die Gebiete der Comunità Montana di Valle Camonica sowie einen Teil der Gebiete der Comunità Montana del Sebino Bresciano in der Provinz Brescia, insgesamt 47 Gemeinden. Es erstreckt sich vom Iseosee bis zu den Alpenpässen Gavia und Tonale.
Die unterschiedlichen Böden sowie die Klima- und Temperaturschwankungen ermöglichen die Entwicklung einer artenreichen und üppigen Vegetation mit charakteristischen Arten der submontanen bis subalpinen Region. Vor allem in der Bergregion befinden sich zahlreiche Wiesen- und Weide-Lebensräume mit Arten von futtertechnischer Bedeutung, wie Ruchgräser (Anthoxanthum spp.) und Schafgarben (Achillea spp.).
Der Weidegang ist nicht verbindlich vorgeschrieben, wird aber im Frühling und im Herbst in den Talsohlen sowie im Sommer auf den 120 Almen in den höheren Bergregionen praktiziert.
Die Wiesen der Talsohle und das Maiheu werden für die Fütterung der Milchkühe in den kälteren Monaten verwendet. Mindestens 50 % der jährlich verfütterten Trockenmasse aus Gras/Heu muss aus dem Herkunftsgebiet stammen. Konzentrate dürfen nur in Mengen von weniger als 40 % der Trockenmasse zugefüttert werden. Bei Almbeweidung müssen Gras und Heu vollständig aus dem Herkunftsgebiet stammen, Konzentrate dürfen maximal 30 % der aufgenommenen Trockenmasse ausmachen. In der Regel überschreitet der aus dem Herkunftsgebiet stammende Futteranteil die Vorgaben deutlich, insbesondere bei überwiegender Weidehaltung. Die Gabe von Silofutter ist untersagt.
Mindestens 80 % der milchgebenden Kühe in den einzelnen Betrieben müssen den typischen Gebirgsrassen Braunvieh, Alpines Grauvieh und Geschecktes Rotvieh angehören. Mindestens 60 % aller milchgebenden Kühe in den einzelnen Betrieben müssen Kühe der Braunviehrasse sein.
Aufzucht der Kühe, Käseherstellung und Reifung müssen innerhalb des Herkunftsgebiets erfolgen.

## Herstellung
Silter wird ganzjährig in zahlreichen, auch kleinen Betrieben erzeugt. 
Die Rohmilch wird ganzjährig nur durch Aufrahmen teilentrahmt. Während des mindestens achtstündigen Aufrahmens in kalter und belüfteter Umgebung vermehren sich die Milchfermente. Durch die Teilentrahmung kann der Fettgehalt in der Trockenmasse des Käses unter 30 % liegen.
Um Einflüsse aus außerhalb des Herkunftsgebiets liegenden Quellen zu verhindern, wird ein aus der einheimischen Mikroflora ausgewählter Fermentstarter verwendet. Die Entwicklung dieser Milchsäurebakterien führt zur Bildung von aromatischen Verbindungen sowie einer kleinen bis mittleren Lochbildung und verhindert die Entwicklung anderer Bakterien, die Aroma und Geschmack verändern können.
Zur Abscheidung der Molke und ersten Rindenbildung wird der Käse gepresst. Die Reifung dauert mindestens 100 Tage und erfolgt teilweise auch heute noch in den Silter genannten Reifungsräumen bei einer natürlichen Umgebungstemperatur von 7 bis 20 °C und einer Luftfeuchtigkeit von 70 bis 90 %. Während der Reifung auf Brettern werden die Laibe regelmäßig geölt, geschabt und gewendet.

## Eigenschaften
Der zylindrische Laib hat eine Höhe von 8 bis 10 cm und einen Durchmesser von 34 bis 40 cm. Der Rand ist gerade oder leicht konvex. Das Gewicht beträgt am Ende der Reifezeit 10 bis 16 kg.
Die Rinde ist hart und, abhängig von Ölbehandlung und Reifung, strohgelb mit einer Tendenz ins Braune. Der Teig hat eine feste, brüchige Struktur und zeigt eine gut verteilte, kleine oder mittlere Lochbildung. Er ist durch den schwankenden Carotinoiden-Gehalt des Futters in den Wintermonaten weiß und in den Frühlings- und Sommermonaten zunehmend intensiv gelb gefärbt.
Duft und Aroma halten lange an und haben Noten von Trockenobst, Butter, Milch, Grün- und Trockenfutter sowie Kastanienmehl. Der Geschmack ist mild, ohne bittere, bei lange gereiftem Käse aber mit würzigen und/oder pikanten Noten.
Der Fettgehalt in der Trockenmasse beträgt 27 bis 45 %, der Feuchtigkeitsgehalt höchstens 40 %.

## Kennzeichnung und Handel

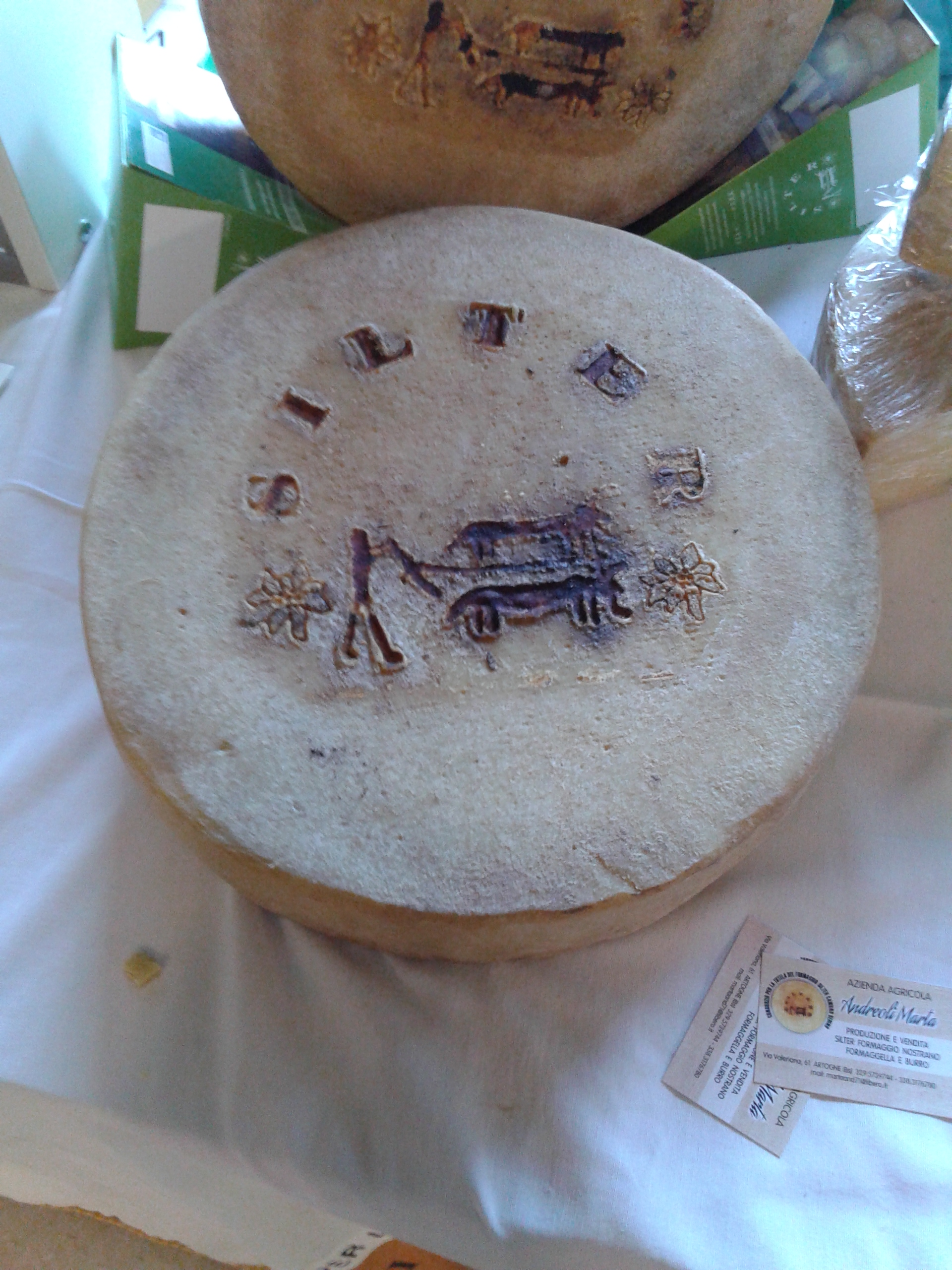
Laib Silter mit Brandzeichen

Die Kennzeichnung am Rand besteht aus einer Bilderfolge von 80 mm hohen antromorphen Felsritzungen der Camunni sowie zwei Alpensternen. 100 Tage nach dem Erzeugungsdatum wird auf mindestens einer Seite des Käses das Brandzeichen mit dem bogenförmigen Schriftzug SILTER angebracht, unter dem sich zwei Alpensterne und in der Mitte die Aufschrift „g. U.“ befinden.
Auf dem ganzen Laib sind der Identifikationscode des Verarbeitungsbetriebs, das Erzeugungsdatum, die Ursprungskennzeichnung, das Brandzeichen und ggf. der Almweidegang anzugeben. Auf vorverpackten Erzeugnissen ist ein Etikett mit dem Logo und der Aufschrift Silter g. U. sowie den gesetzlichen Angaben anzubringen.
Silter wird als ganzer Laib oder portioniert in den Verkehr gebracht. Ohne Rinde verarbeiteter Silter (gerieben, in Stücken, Flocken, Scheiben usw.) wird ausschließlich aus ganzen Laiben gewonnen. Beim Schneiden und Verpacken entstehende Schnittabfälle dürfen zur Herstellung von geriebenem Käse verwendet werden.
Das Reiben und/oder Portionieren ohne Rinde kann auch außerhalb des Erzeugungsgebiets erfolgen.